# Against the Wind (album)
Against the wind is het elfde studioalbum van de Amerikaanse zanger/gitarist Bob Seger en het derde dat hij heeft opgenomen met The Silver Bullet Band. Het is het meest succesvolle album dat Bob Seger heeft uitgebracht.

## Muzikanten
The Silver Bullet Band speelde niet mee op alle nummers van dit album, maar wel op The horizontal bop, You 'll accomp'ny me, Her strut, Against the wind en Betty Lou is gettin’ out tonight. Deze band bestond tijdens de opnames van dit album uit:
- Bob Seger – gitaar, zanger
- Drew Abbott – gitaar
- Alto Reed – hoorn, saxofoon
- Chris Campbell – basgitaar
- David Teegarden – percussie, drums

The Muscle Shoals Rhythm Section speelt mee op No man's land, Long twin silver line, Good for me, Fire lake en Shinin' brightly. Deze groep bestond uit:
- Barry Beckett – piano, keyboard
- Randy McCormick – orgel, keyboard
- Pete Carr – gitaar
- Jimmy Johnson – gitaar, hoorn
- David Hood – basgitaar
- Roger Hawkins – percussie, drums

Andere muzikanten op dit album zijn:
- Mac Rabbenack (ook bekend als dr. John) -  keyboard op The horizontal bop
- Bill Payne (van Little Feat) - orgel, synthesizer en piano op You 'll accomp'ny me
- Sam Clayton (van Little Feat)- percussie op You 'll accomp'ny me
- Doug Riley -  synthesizer op No man’s land
- Paul Harris - orgel en piano op Against the wind en piano op Betty Lou ‘s getting’ out tonight.

De achtergrondzang wordt uitgevoerd door:
- Glenn Frey, Don Henley en Timothy B. Schmit (alle drie van de Eagles) op Fire lake
- Glenn Frey en Bob Seger op Against the wind
- Ginger Blake, Laura Creamer en Linda Dillard op You ‘ll accomp’ny me, Good for me en Shinin’ brightly.

## Muziek
De muziek op het album ligt gemakkelijk in het gehoor en varieert van rock (zoals Long twin silver line en Her strut) tot melodieuze ballads (Fire lake, Against the wind). Ook staan er een paar ouderwets swingende rock ‘n roll nummers op het album (The horizontal bop en Betty Lou ‘s getting’ out tonight). 
Alle nummers van dit album zijn geschreven door Bob Seger.
| Nr. | Titel                 | Duur |
| --- | --------------------- | ---- |
| 1.  | The horizontal bop    | 4:03 |
| 2.  | You ‘ll accomp’ny me  | 4:00 |
| 3.  | Her strut             | 3:51 |
| 4.  | No man’s land         | 3:43 |
| 5.  | Long twin silver line |      |

| Nr. | Titel                            | Duur |
| --- | -------------------------------- | ---- |
| 1.  | Against the wind                 | 5:34 |
| 2.  | Good for me                      | 4:03 |
| 3.  | Betty Lou ’s gettin’ out tonight | 2:52 |
| 4.  | Fire lake                        | 3:30 |
| 5.  | Shinin’ brightly                 | 4:30 |

## Album
Dit album is uitgebracht in februari 1980 op het Capitol label. 
De plaat is geproduceerd door:
- Bob Seger en Edward “Punch” Andrews:  The horizontal bop en You ‘ll accomp’ny me.
- Bill Szymczyk: Her strut, Against the wind en Betty Lou ‘s getting’ out tonight.
- Bob Seger en the Muscle Soals Rhythm Section: No man’s land, Long twin silver line, Good for me, Fire Lake en  Shinin’ brightly.

De platenhoes is ontworpen door Roy Kohara. Op de blauwe buitenhoes staat een schildering van een aantal paarden die door het water lopen. Dit is geschilderd door Jim Warren. Op de binnenhoes staan foto’s van de leden van Silver Bullet Band (fotograaf: Tom Bert) en de namen van de medewerkers. Aan andere kant van de binnenhoes staan de songteksten.

## Ontvangst
Against the wind is het enige album waarmee Bob Seger de eerste plaats wist te bereiken in de Amerikaanse album hitijst, een plek die hij vijf weken vasthield. Dit was de hoogste plek die  Bob Seger met een album wist te behalen. In de Verenigde Staten zijn vier singles uitgebracht van dit album: Fire lake (hoogste plek in de VS een zesde), Against the wind (hoogste plek 5), You ‘ll accomp’ny me (hoogste positie: 14) en The horizontal bop (hoogste plek 42). In Nederland haalde Bob Seger een twaalfde plek in de albumlijst. Er zijn in Nederland twee singles van dit album uitgebracht, waarvan Fire Lake een vijfde plek behaalde in de Top 40 en Against the wind geen hit werd. Against the wind staat in de Radio 2 Top 2000 in 2017 op plek 1971. Het liedje is gecoverd  door The Highwaymen (Johnny Cash, Waylon Jennings, Willie Nelson en Kris Kristofferson) op hun debuutalbum.  Het nummer werd ook gespeeld in de film Forrest Gump. 